# بروكينية
البروكينية (الاسم العلمي: Brocchinia)، جنس نباتات م فصيلة البروميلية. سُمي على الجنس على عالم الطبيعية الإيطالي جيوفاني باتيستا بروكي (1772-1826). تنتشر أنواعه في مرتفعات غيانا القديمة في جنوب فنزويلا وغيانا، مع بعض الأنواع التي تمتد إلى كولومبيا وشمال البرازيل.